# Gerhard Iversen
Gerhard Iversen (* 19. August 1917 in Hamburg; † 23. Juni 1982 in Bremen) war ein deutscher Kaufmann und Politiker (CDU) in Bremen.

## Leben
Iversen besuchte die Volksschule in einer ländlichen Gemeinde bei Hamburg. Er wurde 1932 Grubenarbeiter und dann Zimmermann. Er war in den 1930er Jahren in der kirchlichen Jugendarbeit aktiv und bald darauf in der Widerstandsbewegung der Bekennenden Kirche. Seine Absichten in Afrika zu missionieren konnte er nicht realisieren. Er wurde 1937 zum Sanitätssoldat ausgebildet. Ein Sportunfall führte zu bleibenden körperlichen Schäden. Er war Soldat im Zweiten Weltkrieg. Auf Grund eines krankheitsbedingten Lazarettaufenthaltes kam er nach Bremen und blieb.
In Bremen war er seit 1945 als selbstständiger Einzelhandelskaufmann im Schuhhandel (Schuhhaus Lattemann) an der Sögestraße tätig. Er gründete Ende 1945 in Bremen mit Anliegern der Sögestraße die Aufbaugemeinschaft. Nach der ersten Phase beim Wiederaufbau der Innenstadt widmete sich die Gemeinschaft dem Aufbau in Bremen und für den Raum um Bremen. 1948 überreichte die Aufbaugemeinschaft der Stadt einen Aufbauplan für die Innenstadt. Ab 1947 gab er und die Aufbaugesellschaft das Blatt Der Aufbau heraus. Enger Wegbegleiter von Iversen und der Aufbaugemeinschaft war unter anderem der Stadt- und Landesplaner Prof. Wilhelm Wortmann. 1969 finanzierte die Aufbaugemeinschaft den Wettbewerb für eine Fußgängerzone um die Sögestraße (Realisiert 1974). Die Aufbaugemeinschaft brachte unter seiner Führung eine Reihe von Gutachten heraus, unter anderem zur Verkehrsplanung der Innenstadt (1958) und von Bremen-Nord (1965), zur Ostentlastung (1965), zur Universität Bremen (1966), zum Flughafenausbau (1968/70), zur Planung im Weser-Jade-Raum (1969) und für überörtliche Erholungsgebiete (1970). Iversen setzte sich für den Bau von Parkhochhäusern ein, so auch für das Parkhaus Katharinenklosterhof.
Nach der Währungsreform gründete Iversen mit vier Partnern die Bremer Treuhandgesellschaft für Wohnungsbau. Sie sollte vorrangig den Bau von Eigenhäuser betreiben, nahm aber gegen seinen Willen zunehmend auch andere Aufgaben wahr und musste Mitte der 1970er Jahre deshalb Konkurs anmelden. Iversen förderte zum Wiederaufbau die Bildung von vielen Straßengemeinschaften.
1954 wurde Iversen Mitglied der CDU. Von 1958 bis 1959 und wieder von 1967 bis 1975 gehörte er der Bremer Bürgerschaft für die CDU-Fraktion an. Von 1959 bis 1982 war er ununterbrochen Mitglied der Deputation für das Bauwesen.
Iversen hat im kirchlich-karitativen Bereich sich für den Bau des Konsul-Hackfeld-Hauses des Christlicher Verein Junger Menschen (CVJM) eingesetzt. Er war Mitglied im Konvent und im Bauausschuss der St. Petrigemeinde vom Bremer Dom. Ab 1962 leitete er den Grünen Kreis Bremen. 1966 wurde er ehrenamtlicher Generalsekretär der Initiative Bürger und Stadt – Gesellschaft für Städtebau.
Wortmann schrieb 1982: Gerhard Iversen war kein stiller Bürger, er hatte seine 'Mission' mit Eifer und Hartnäckigkeit ausgeführt, nicht immer und für alle bequem, aber stets ehrlich und ohne Eigennutz.

## Ehrungen
- Das Große Bundesverdienstkreuz der Bundesrepublik Deutschland
- Der Gerhard-Iversen-Hof in der Bremer Altstadt bei der Katharinenstraße wurde nach ihm benannt.